# 柯坪站
柯坪站（維吾爾語：كەلپىن بېكىتى‎，拉丁维文：Kelpin bëkiti）位于中华人民共和国新疆维吾尔自治区阿克苏地区柯坪县阿恰勒镇，是南疆铁路上的火车站，建于1999年，由乌鲁木齐铁路局阿克苏车务段管辖。

## 車站周邊
- 吐和高速公路

## 歷史
- 建于1999年。

## 外部連結
- 中国铁路客户服务中心 （页面存档备份，存于）